# Geografia della Spagna

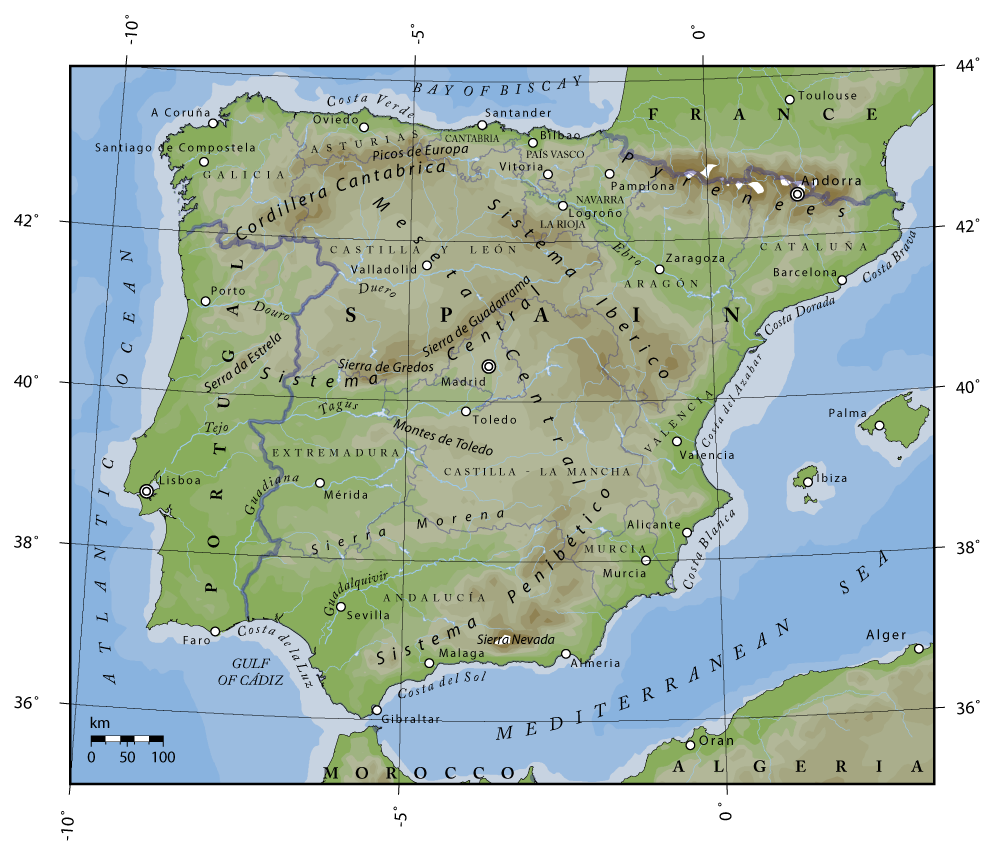
Carta topografica della Spagna

La Spagna (in spagnolo España) si trova nella Penisola Iberica, in Europa occidentale, e ne occupa l'85% del territorio. Ha un'estensione di 492463 km²; la sua popolazione, di 43.145.177 ab. nel 2016, costituisce il 75% della popolazione dell'intera penisola. Il territorio metropolitano, che comprende anche i due arcipelaghi delle Baleari e delle Canarie, raggiunge una superficie totale di 504750 km² e una popolazione di 46.354.321 milioni di abitanti.
I punti estremi della Spagna continentale sono: a sud con lo stretto di Gibilterra, a 36° lat.. nord sullo stretto di Gibilterra; a nord con la Francia e mar Cantabrico, a 43° 47' lat. nord, nella Galizia (distanza sud-nord 850 km); a est il capo di Creus, nel golfo del Leone, a 3° 20' long. est, e a ovest il Capo Finisterre, nella Galizia, a 9° 17' long. ovest (distanza est-ovest ca. 1000 km). Confina a nord-est-sud con il mar Mediterraneo, a ovest con il Portogallo, ed è bagnata a nord e a sud-ovest dal mar cantabrico  e a sud con l'oceano Atlantico e a est dal mare Mediterraneo. Si trova, inoltre, nella penisola iberica.

## Morfologia

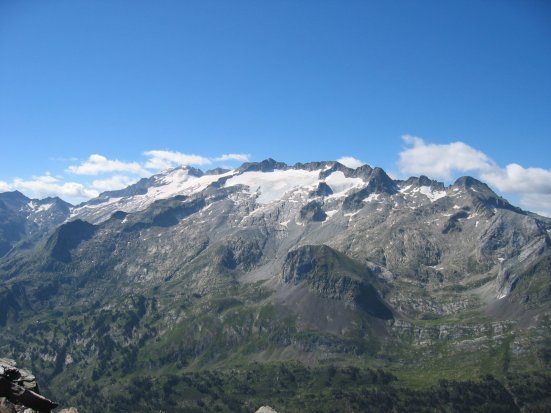
Il Pic de Aneto (3404 m).

La massa continentale della penisola si presenta con una struttura molto complessa e caratteri morfologici particolari. Si tratta, innanzi tutto, dal punto di vista geologico, di terre molto antiche, appena mascherate da sedimenti argillosi e marnosi che ricoprono la parte centrale dell'altopiano, ma che compaiono, compatte, cristalline e granitiche, nei sistemi montuosi che fanno da zoccolo rialzato al tavolato centrale. Sono terre che devono molto delle loro caratteristiche al periodo dell'orogenesi erciniana, durante la quale le falde rocciose ripiegarono attorno a una massa centrale cristallina. Nel periodo mesozoico poi, gli agenti atmosferici ebbero modo di appianare e levigare il grande bastione montano; si ebbero fratture nelle masse rocciose e vari sedimenti di grande spessore si mutarono lentamente in calcari, arenarie e marne. Nel Cenozoico una forte spinta tangenziale del mare verso il nord creò scompensi nel primitivo blocco iberico e si formarono le due catene periferiche a nord e a sud.
Pertanto la Spagna si presenta con un altopiano centrale, la grande Meseta, l'antico nucleo di dure rocce paleozoiche, che gli agenti esterni hanno ridotto a penepiano, ricoperto su larghi spazi di depositi fluvio-lacustri continentali del Terziario e del Quaternario, e corrugato alla periferia in catene montuose, chiamate sierre, perché viste da lontano, proprio per l'antichità delle rocce, appaiono come seghettate (sierra, sega). Queste catene montuose sono: a nord l'altopiano della Galizia e i monti Cantabrici, che hanno il loro naturale proseguimento (a mano a mano che si procede verso est) nei Pirenei, con i quali formano un orlo montuoso continuo; a est il sistema Iberico, diviso dai Pirenei dalla valle dell'Ebro, seguìto da una serie di catene mediterranee che, a nord dell'Ebro, costituiscono il Sistema Prelittorale Catalano; a sud la Sierra Morena e, oltre la valle del Guadalquivir, la Cordigliera Betica, una serie di brevi catene, le più importanti delle quali sono la Sierra Nevada, la Sierra de los Filabres e la Sierra de Segura.
La Meseta è un altopiano uniforme, con deboli dossi e intagli fluviali, che copre circa la metà della superficie della Spagna. Al centro una serie di brevi sierre (Sierra de Gata, Sierra de Gredos, Sierra de Guadarrama, Sierra de Alberracín, Serranía de Cuenca), vecchie anticlinali nuovamente incurvate ed emerse per contraccolpo del più recente movimento orogenetico alpino, disposte a quinte in un baluardo continuo dal Portogallo ai monti Iberici, dividono l'altopiano in due zone ben separate: la Submeseta settentrionale e la Submeseta meridionale, corrispondenti approssimativamente alla Vecchia e Nuova Castiglia. La prima, alta in media 700 m, ricoperta di argille e di sabbie lacustri, è di una monotonia esasperante, specie nel centro (Tierra de Campos, attorno a Valladolid); si appoggia a est ai monti Iberici, mentre a nord e a nord-ovest, attraverso i páramos e le montañas del León, si solleva verso i pendii dei monti Cantabrici e i pianalti della Galizia. La Submeseta meridionale, che ha un'altezza media un po' minore (600 m), è, anch'essa, un altopiano di aspetto sterile e desolato, ma più movimentato per la presenza di spuntoni e di blocchi granitici e per i profondi solchi, scavati a guisa di cañones, del Tago e della Guadiana. Essa è suddivisa in due parti dai monti di Toledo e dalla Sierra de Guadalupe, ed è limitata a est dai monti Universali (Serranía de Cuenca, 1839 m, e Muela de S. Juan), da cui nascono i fiumi Tago, Júcar, Guadalaviar, e a sud dalla Sierra Morena.
L'altopiano della Galizia è il più antico dei tre gruppi montuosi del nord, come attestano le sue rocce formate da graniti e da scismi cristallini. L'aspetto è quello di un desolato altopiano, sui 600-800 m, pur con qualche cima che tocca i 1700 m (Cabeza de Manzaneda, 1778 m). A ovest della valle del Miño la costa è incisa da profonde vallate che, per effetto di un abbassamento recente del litorale atlantico, sono state invase dal mare alle loro estremità, formando così le tipiche rías.

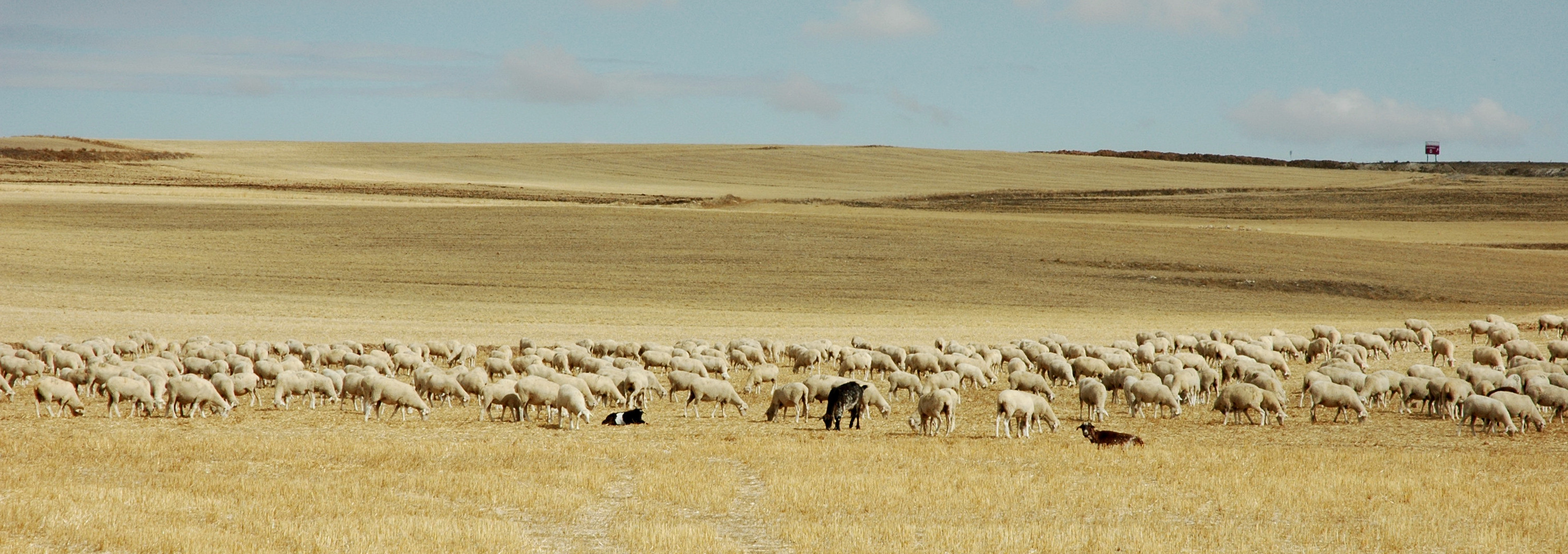
Pecore al pascolo nella Meseta.

I monti Cantabrici (Cordillera Cantábrica) si estendono dai contrafforti del León (a ovest) sino alla depressione basca (a est), anello di raccordo con i Pirenei. Hanno rocce antiche legate all'orogenesi ercinica, vasti altopiani con magri pascoli (páramos), dominati da cime nevose (i Picos de Europa, culminanti nella Peña de Cerredo, 2648 m). Impedendo il passaggio dell'aria umida, proveniente dall'Atlantico, verso le aree più interne, presentano un caratteristico contrasto tra il versante sud-est, aspro e secco, e i fianchi settentrionali, umidi e verdi, dove sono installate grandi centrali per la produzione dell'energia elettrica.
I Pirenei (Montes Pirineos) si estendono dal capo Creus (a sud-est) fino alla foce del Bidasoa a nord-ovest, occupando l'intera parte nord-est del Paese. Non sono completamente in territorio spagnolo: infatti, su un'area montuosa di 55.000 km², quasi 20.000 km² sono possesso della Francia. Hanno una lunghezza di ca. 430 km e un'ampiezza che varia fra i 100 e i 140 km, notevolmente inferiore a quella delle Alpi. Pochi sono i ghiacciai e solo attorno ai più alti massicci, quali il Pic de Aneto (3404 m), il monte Perdido (3355 m) e il Pic des Posets (3375 m). Impervi, privi di comodi passi e valichi, costituiscono un vero bastione fra la Spagna e il resto dell'Europa.
Fra i Pirenei e i monti Iberici s'infossa la valle dell'Ebro, o pianura aragonese, la quale però non si allarga fino al mare (in quanto è sbarrata dai monti Catalani che orlano la costa) ma comunica con il mare Mediterraneo soltanto attraverso la stretta apertura scavata dall'Ebro nel rilievo litoraneo. Continua il bordo della Meseta settentrionale il sistema dei monti Iberici, disposto da nord-ovest a sud-est. È composto di diverse sierre (Sierra de la Demanda e Sierra del Moncayo a nord, Sierra de Alberracín e monti Universales a sud) e ha alcune cime elevate (monte Moncayo, 2315 m; Pico de Urbión, 2255 m; monte S. Lorenzo, 2305 m).
L'orlo meridionale della Meseta è rappresentato dalla Sierra Morena e dalla Cordigliera Betica. La Sierra Morena è una complessa serie di alture, ricche di minerali di ferro, di mercurio, di rame e di piombo, che scende con successivi gradini alla pianura dell'Andalusia, mentre verso sud-est si allaccia alle catene prebetiche della provincia di Jaén (Sierra de Segura). Tra la Sierra Morena e la Cordigliera Betica si allarga la valle del Guadalquivir, bassa pianura in parte coperta di sabbie alluvionali e di paludi (marismas) e sui lati della quale si trovano delle alte pianure, dette vegas, assai fertili perché irrigate dai corsi d'acqua che scendono dalle montagne.

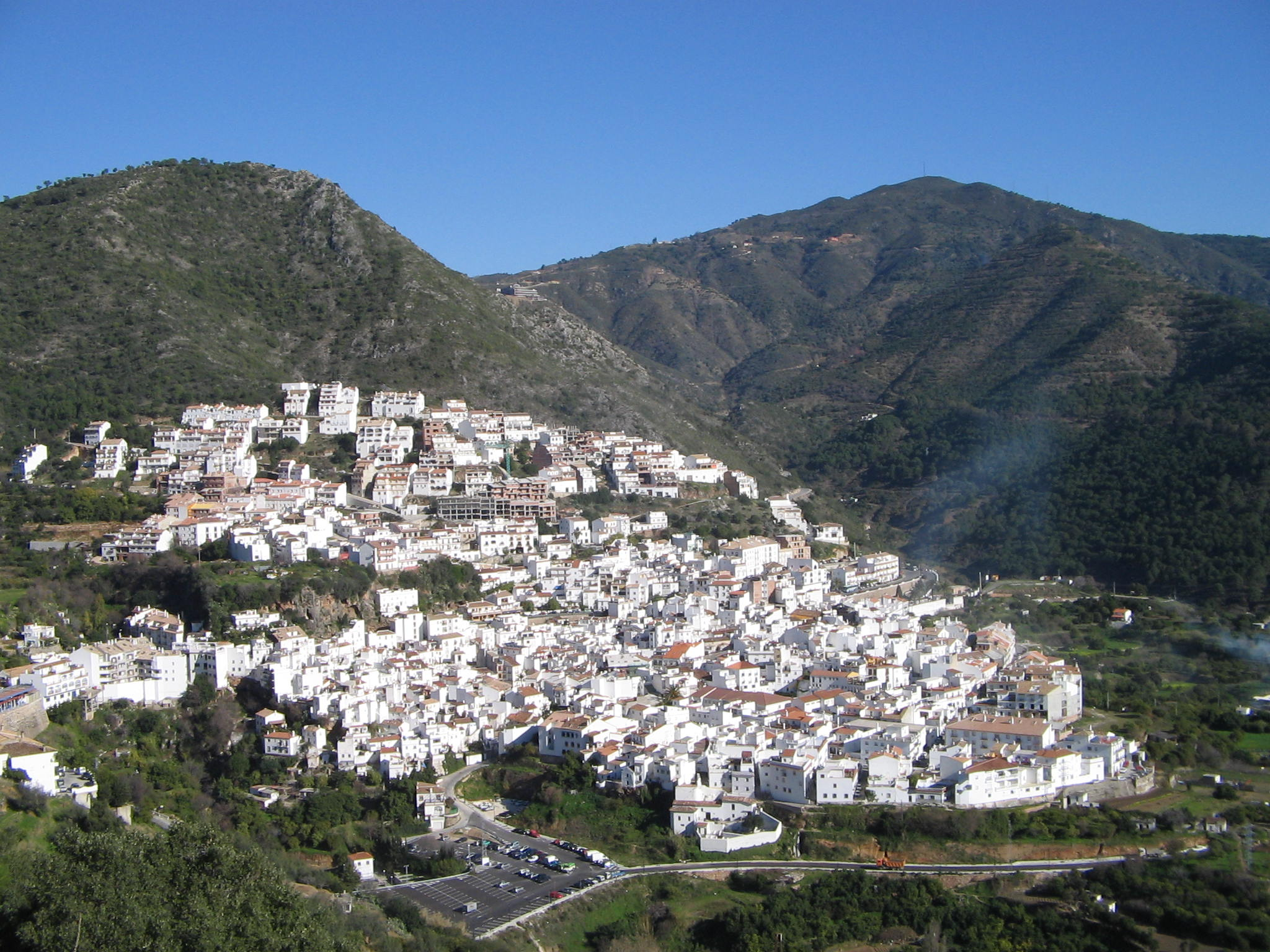
Paesaggio andaluso.

La Cordigliera Betica fa parte dei corrugamenti alpini e dell'arco che continua, al di là dello stretto di Gibilterra, nelle catene del Rif, mentre dal capo de la Nao si prolunga nelle Baleari. È caratterizzata dalla varietà della costituzione geologica: una spaccatura longitudinale (faglia), occupata in parte dal corso superiore del fiume Genil, separa le rocce più antiche e cristalline, a sud, dagli strati sedimentari più recenti, a nord. È formato di diverse catene: Sierra de los Filabres, de Segura, de Baza, de María, Nevada, ecc. Quest'ultima è la più alta catena del sistema, si mantiene quasi sempre sui 3000 m e lancia più in alto varie cime che culminano a 3481 m nel Cerro de Mulhacén, la massima vetta di tutta la Spagna. La Cordigliera Betica costituisce una barriera contro i venti freddi del nord e fa sì che la costa meridionale abbia uno dei climi più miti del Paese; essa impedisce pure all'aria umida di entrare nella parte più interna ed estremamente arida della penisola.
In stretta dipendenza con la costituzione geologica e con la morfologia del terreno si presentano le coste, in generale poco articolate e non facilmente accessibili dall'interno, tranne che in Andalusia.
La costa settentrionale, lungo il golfo di Biscaglia è alta e pressoché rettilinea verso est, mentre è molto frastagliata e incisa da numerose rías (tronchi terminali di valli a V sommerse, che ricordano i fiordi norvegesi) verso ovest. La cimosa costiera fra il mare e i monti Cantabrici è molto stretta.
Le rimanenti coste atlantiche, a ovest, nell'ampio golfo di Cadice, sono basse, paludose, con una serie di dune sabbiose (arenas gordas) allo sbocco della pianura andalusa. Ben poco si prestano alla costruzione di porti; il Guadalquivir, navigabile, ha trasformato in porto Siviglia, benché questa si trovi abbastanza all'interno; Cadice fa eccezione.
La costa mediterranea si può dividere in tre sezioni. La prima, la Costa del Sol, che si estende da Gibilterra al capo di Gata, corre a ridosso della Cordigliera Betica; è alta, interrotta da brevi pianure costiere e non presenta che le due piccole baie di Málaga e Almería. La seconda sezione va da capo di Gata sino alla sporgenza deltizia dell'Ebro e si presenta con larghe falcature e con una pianura costiera più ampia; nel golfo di Valencia la costa è bassa, con stagni costieri e cordoni di dune litoranee. La terza sezione inizia a nord della sporgenza deltizia dell'Ebro e comprende la costiera catalana alta e frastagliatissima, specialmente nella parte settentrionale chiamata Costa Brava, molto pittoresca e valorizzata dal turismo. L'arcipelago delle Baleari continua l'allineamento della Cordigliera Betica a un centinaio di chilometri al largo del capo de la Nao.

## Clima
Riguardo al clima possiamo riscontrare in Spagna cinque zone a carattere diverso.
- Zona della Meseta. L'altopiano, cinto da rilievi marginali, ha un clima continentale e costituisce un'area ciclonica d'estate e anticiclonica d'inverno. Lo zoccolo (rilievi marginali) arresta l'umidità dei venti marini, cosicché la Meseta ha un regime di accentuata aridità. La media piovosità annua è di 500 mm, ma in vaste zone della Vecchia e della Nuova Castiglia e dell'Aragona è inferiore a tale cifra (420 mm a Madrid, 315 a Saragozza, 313 a Valladolid); questa scarsità di precipitazioni è resa più grave dal fatto che il numero dei giorni piovosi è assai limitato (a Valladolid e a Salamanca non supera i 60 giorni in tutto l'anno). Le piogge cadono in primavera e in autunno, mentre si registrano forti temporali in estate e nevicate in inverno; le variazioni sensibili di altitudine non producono notevoli differenze fra le varie zone. La secchezza dell’aria porta a inverni rigidi e lunghi ed estati brevi ma afose. A Madrid la media di luglio è di 24,3 °C, e la media di gennaio di 4,3 °C, mentre le temperature medie estreme variano da 39 °C a -8 °C; queste a Valladolid sono rispettivamente 38 °C e -11 °C, a Saragozza 39.5 °C e -7,5 °C.

- Zona cantabrica. Ha un clima temperato oceanico. Presenta una piovosità piuttosto abbondante durante tutti i mesi dell'anno; la media annuale si aggira sugli 800-1000 mm (d'inverno l'umidità genera una caratteristica nebbiolina, chiamata a Bilbao sirmiri). Questa piovosità, unita col clima temperato, crea un clima invernale piuttosto mite e un clima estivo non eccessivamente caldo. Oviedo ha così una media di 6,6 °C in gennaio e di 17,4 °C in agosto; San Sebastián di 8,3 °C in gennaio e 19,8 °C in agosto.

- Zona pirenaica. Ha una discreta piovosità soprattutto in primavera e in inverno. Il limite delle nevi perenni si aggira sui 2600-2700 metri.

- Zona orientale. È caratterizzata da modeste piogge, da inverni miti ed estati calde e secche. Barcellona ha una media di 10 °C in gennaio e 23 °C in agosto.

- Zona meridionale. Riceve modestissime piogge (tra Almería e Alicante 270 mm l'anno): durante l’estate spesso può esserci un periodo di siccità. A Siviglia, dove la media del mese più freddo è di 10,6 °C e quella del mese più caldo (agosto) è di 26,4 °C, fu registrata una temperatura massima di 47.4 °C, di contro ad una minima di -9 °C.

## Idrografia

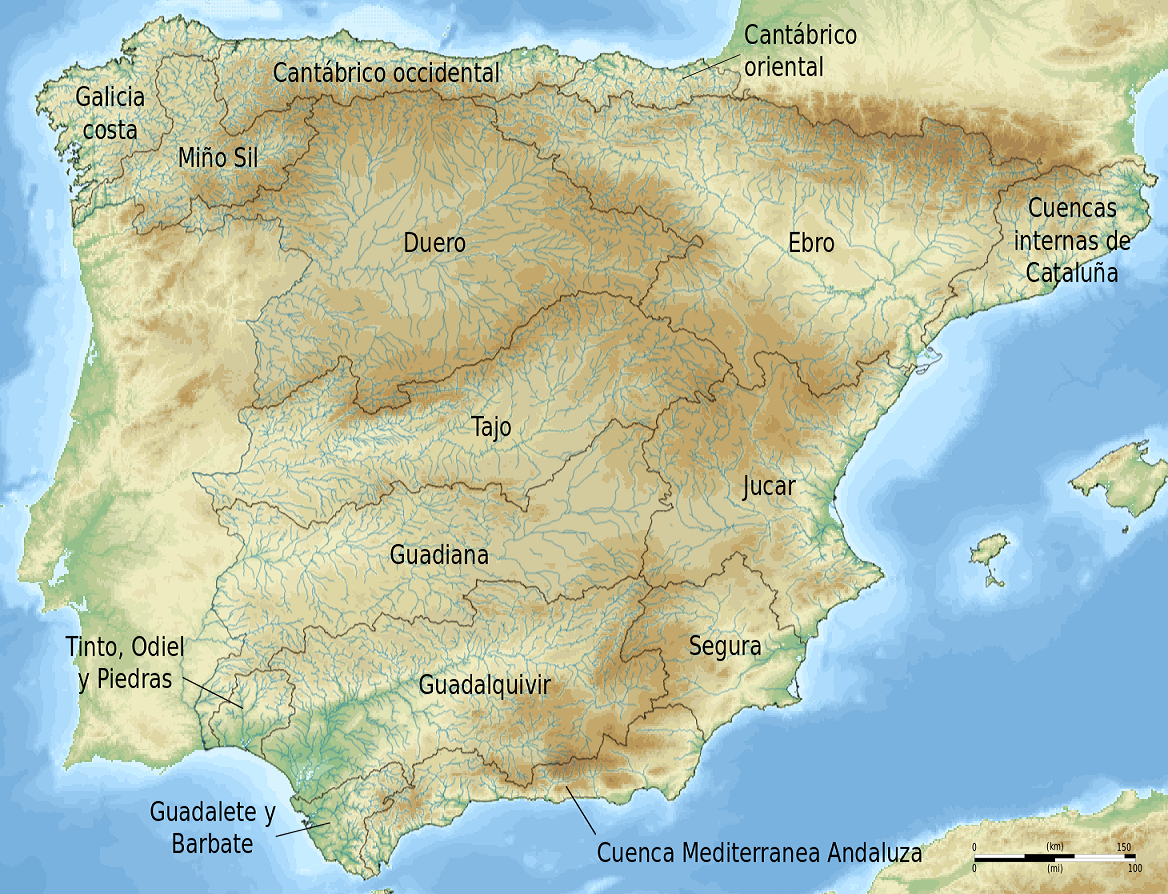
Bacini idrografici dei principali fiumi della Spagna.

La Spagna manda le sue acque a tre distinti versanti: al golfo di Biscaglia, all'oceano Atlantico e al mare Mediterraneo. I fiumi che scendono al golfo di Biscaglia, come il Bidasoa e il Nervión delle Province Basche, il Nalón e il Navia delle Asturie, hanno regime torrentizio: le abbondanti precipitazioni e gli accentuati dislivelli favoriscono la formazione di corsi d'acqua brevi e di considerevole portata. Anche il Tambre e il Miño della Galizia possono considerarsi simili ai precedenti, sia per la brevità del corso, sia per l'abbondanza delle acque. Il Miño, benché sia più breve e abbia un bacino minore, ha una portata annua maggiore dei fiumi della Meseta. Gli altri fiumi che scendono all'Atlantico sono molto più lunghi, ma hanno i caratteri propri dei fiumi di altopiano e di steppa; tranne il Guadalquivir, essi hanno il corso inferiore in territorio portoghese. Così il Duero (780 km), il fiume della Vecchia Castiglia, che, a valle di Zamora, segna per lungo tratto il confine con il Portogallo prima di dirigersi a Porto; così il Tago (1008 km) e la Guadiana (830 km), fiumi della Nuova Castiglia: il primo entra in territorio portoghese dopo Alcántara; il secondo, per due lunghi tratti, segna il confine con il Portogallo. I tre fiumi si assomigliano per il regime e la natura dei terreni che attraversano. Hanno direzione ovest (anche se la Guadiana in seguito la muta per dirigersi a sud), sono, come abbiamo detto, fiumi di steppa, soggetti a notevoli sbalzi di portata (piene primaverili e autunnali e magre in estate, a causa della mancanza di precipitazioni); sulla Meseta corrono pigri e divaganti, profondamente incassati, poi all'incontro con lo zoccolo della Meseta, precipitano con salti e cateratte, in gole profondamente incise. Ben diverso è il Guadalquivir (680 km), il cui regime è reso più costante dalla maggior piovosità complessiva del bacino e dal contributo degli affluenti di sinistra (Guadiana Menor, Guadalbullón, Guadajoz, Genil), che portano il tributo dei nevai della Sierra Nevada. Prima della foce, per la diminuita corrente, il Guadalquivir impadula creando le marismas e le arenas gordas. I fiumi del versante mediterraneo sono in maggioranza dei torrenti che si gonfiano improvvisamente durante le piogge, ma che generalmente hanno il letto quasi asciutto: essi ricordano le fiumare dell'Italia meridionale. Rammentiamo il Segura che, nato dalla Sagra, attraversa le steppe della Murcia prima di raggiungere le huertas litoranee; lo Júcar che scende dai monti Universales per raggiungere il mare nel golfo di Valencia. Ma il fiume maggiore è l'Ebro (927 km), che con i suoi numerosi affluenti alimenta tutta una rete di canali, rendendo possibile la coltivazione di larghe zone dell'Aragona, la quale altrimenti sarebbe una regione semidesertica a causa della scarsezza delle precipitazioni.

## Flora e fauna
Si possono distinguere in Spagna varie regioni floristiche:
- la zona freddo-umida settentrionale delle Asturie e della Galizia, che ha boschi di alberi a foglie caduche (querce, faggi, castagni e anche frassini) e belle praterie nelle zone disboscate;

- la regione centrale degli altopiani, caratterizzata dalle steppe che possono essere saline, quasi del tutto prive di vegetazione, ed erbacee (jarales, matorrales); forme di transizione alle steppe sono i pascoli magri delle zone elevate (páramos della Castiglia) e quelli dell'altopiano (campos, charnecas, bardenas); assai diffusi gli arbusti sempreverdi di piante xerofile e le specie aromatiche, come il timo (tomillares) e il rosmarino, che occupano vastissime estensioni; vi crescono lo sparto dalle fibre tenaci, i cardi giganti, le agavi, i cactus e, nelle zone meglio esposte dell'Estremadura, anche le querce da sughero;

- la regione meridionale, costituita dall'Andalusia, nella quale il paesaggio vegetale presenta piante e caratteri analoghi all’Italia meridionale, ossia mediterraneo-nordafricani: canna da zucchero, banano, cotone, bambù e palme crescono a Malaga, a Motril, a Gibilterra, mentre nelle zone in cui è possibile l'irrigazione artificiale si trovano delle vere oasi di ricchissima vegetazione, come nelle vegas di Jaén e di Granada e nelle huertas delle Murcia. Tali caratteri sono anche più accentuati nella zona sudorientale di Almería e di Murcia, dove i datteri giungono a maturazione;

- la regione della costa levantina, che ha vegetazione mediterranea, caratterizzata dalla macchia di arbusti sempreverdi, dalle querce e dalle piante da sughero della Catalogna e dai boschi di olivi e di aranci delle pianure litoranee. Naturalmente nelle zone montuose l'altitudine porta il suo contributo modificatore, così sui Pirenei e sui versanti della Sierra Nevada il pino e l'acero lasciano il posto, più in alto, ai boschi di abeti e di Picea excelsa che crescono fino ai 1500-2000 metri. Nelle più alte zone montuose si aprono magri pascoli (garrigas).

Nei monti Cantabrici l'orso è sparito soltanto nel XIX secolo; in tutto il nord si trovano lupi, volpi e gatti selvatici. Nella Meseta si trovano lepri, scoiattoli, pernici e galli cedroni; d'estate cicogne e fenicotteri nidificano nelle paludi del Guadalquivir. Nell'Andalusia vivono specie come il camaleonte, mentre sulle rupi di Gibilterra si trova la bertuccia, unica scimmia in Europa importata dagli Arabi.